# Abbo z Fleury
Abbo z Fleury (łac. Abbo Floriacensis; ur. ok. 945–950 w okolicy Orleanu, zm. 13 listopada 1004 w klasztorze La Réole) – jeden z ważniejszych uczonych X wieku, opat Fleury (obecnie Saint-Benoît-sur-Loire). Zwolennik reformy kluniackiej, zamordowany przez jej przeciwników.

## Życiorys
Od wczesnego dzieciństwa był oblatem w opactwie Fleury, gdzie otrzymał bardzo staranne wykształcenie. Następnie podjął wykłady w swoim opactwie. Przerywał je mającymi na celu pogłębienie wykształcenia pobytami w Paryżu i Reims, gdzie uczył się matematyki i astronomii, oraz w Orleanie, gdzie uczył się muzyki. Już wtedy rozwijał wszechstronną działalność naukową i literacką.
Po 982 opuścił swoje opactwo, by na zaproszenie biskupa Yorku świętego Oswalda objąć kierownictwo szkoły opactwa Ramsey. Został tam wyświęcony na kapłana przez świętego Dunstana. W czasie pobytu w Anglii św. Abbo zapoznał się z historią męczeństwa św. Edmunda i napisał jego pasję po łacinie. Dla swoich angielskich uczniów napisał gramatykę łacińską, z tego samego okresu pochodzą Epitome de vitis Romanorum pontificum – żywoty papieży oraz inne traktaty i listy. Św. Abbo przyczynił się do uproszczenia metod obliczania daty Wielkanocy – uczynił to w komentarzu do dzieła Wiktora z Akwitanii. W komentarzu tym przejawia się szerokość spektrum zainteresowań intelektualnych św. Abbona, jako że obejmuje on refleksje o naturze wiedzy, filozofię liczb, uwagi o relacji między jednością i wielością oraz zagadnienia arytmetyczne. Abbo podpiera swoją argumentację przykładami zaczerpniętymi z logiki, gramatyki i kosmologii, umieszczając je wszystkie w szerokim kontekście teologii stworzenia.
Po kilku latach powrócił do Fleury, a w 988 został wybrany opatem po śmierci Oilbolda. Kiedy inny mnich, mający za sobą wsparcie króla Francji i jego syna, biskupa Orleanu Roberta, zakwestionował ten wybór, sprawa nabrała znaczenia państwowego. Był to też początek sporu św. Abbona z biskupami diecezji Orleanu, na której terenie leżało opactwo Fleury. Ostatecznie sprawa została rozstrzygnięta na korzyść św. Abbona przez Gerberta z Aurillac, późniejszego papieża Sylwestra II.
Jako opat św. Abbo nadal prowadził ożywioną działalność naukową. Rozpoczął także działalność reformatorską i polityczną – ostro przeciwstawiał się ingerencji władz świeckich w życie Kościoła, bronił władzy biskupiej i papieskiej, starał się wzmocnić karność duchowieństwa i zwalczał symonię. By osiągnąć te cele, domagał się podniesienia kwalifikacji kandydatów do stanu duchownego i uporządkowania spraw majątkowych Kościoła. Postulował znaczne rozszerzenie autonomii dla klasztorów, widząc w niej środek do podniesienia ich poziomu duchowego i intelektualnego. Wyciszał burzliwe nastroje związane z trwogą przed końcem świata, które pojawiły się w roku 1000. Brał udział w wielu synodach, m.in. na synodzie w Reims, gdzie arcybiskup Reims Arnulf został za sprzeniewierzenie się królowi usunięty z diecezji na korzyść Gerberta z Aurillac.
Trzykrotnie jeździł do Rzymu, co miało związek z jego dążeniem do zwiększenia niezależności klasztorów od biskupów, i powstałym na tym tle konfliktem z biskupami Orleanu. Ostatecznie w 977 uzyskał od papieża Grzegorza V bullę, która pozwoliła znacznie poszerzyć klasztorną autonomię. Na jej mocy opactwo Fleury jako pierwsze w historii uzyskało przywilej egzempcji. Reformy św. Abbona włączyły się w nurt odnowy kluniackiej i uczyniły z opactwa Fleury ośrodek odnowy duchowej. W 996 Król Francji Robert II Pobożny wysłał go do Rzymu, by podjął starania o wstrzymanie interdyktu, który papież chiał nałożyć na króla za małżeństwo z Bertą. W drodze do Rzymu spotkał papieża Grzegorza V, którego wygnał z miasta antypapież Jan XVI. Między papieżem a św. Abbonem zawiązało się przywiązanie i osobiste porozumienie, na skutek którego prośba króla Roberta o dyspensę została odrzucona. Św. Abbo przekonał papieża także do przywrócenia Arnulfa do godności biskupa Reims.
Św. Abbo zginął, gdy usiłował wprowadzić w życie swoje reformy przez wprowadzenie do podlegającego opactwu Fleury klasztoru La Réole mnichów z własnego klasztoru. Stało się to na skutek rany odniesionej, gdy próbował rozdzielić zwaśnione strony. Zataił zadaną mu lancą ranę i udał się do swojej celi, gdzie zmarł w ramionach ucznia Aimoina, który jest autorem jego żywota. Kult św. Abbona nigdy nie miał charakteru kultu publicznego, mimo że cuda przy jego grobie sprawiły, że zaczęto czcić go jako świętego i męczennika w całej Francji. Jego wspomnienie obchodzi się w dzienną rocznicę śmierci.
Spisana przez Aimona biografia św. Abbona, w której została zamieszczona także korespondencja opata, stanowi istotne źródło informacji historycznych o panowaniu Roberta II, zwłaszcza o jego relacjach z papiestwem.